# Friedrich Lothar von Stadion
Friedrich Lothar comte de Stadion-Warthausen (né le 6 avril 1761, mort le 9 décembre 1811 à Chodenschloß) est chanoine et haut fonctionnaire de l'électorat de Mayence et de la principauté épiscopale de Wurtzbourg. Il est ensuite agent de l'État d'Autriche et est notamment diplomate.

## Biographie
Friedrich Lothar vient de la maison de Stadion (de). Le père est Franz Conrad von Stadion. La mère est Ludovika von Zobel zu Giebelstadt-Darmstadt. Son frère cadet est Johann Philipp von Stadion sera un diplomate, un ministre des Finances et ministre des Affaires étrangères autrichien. Comme il contracte la tuberculose à un âge précoce, dont il mourra plus tard, il doit renoncer à son droit d'aînesse et est destiné pour le clergé.
En 1782 et 1783, avec son frère, il entreprend un Grand Tour, accompagné de leur éducateur et intendant commun Joseph Hieronymus Karl Kolborn et rencontre Joseph II, Frédéric le Grand et Louis XVI. Les deux frères sont influencés entre le Siècle des Lumières et le catholicisme. Ils ont des relations avec des protestants et des humanistes ou les artistes du classicisme de Weimar ou romantiques, notamment Bettina von Arnim.
Il est chanoine à Wurtzbourg et plus tard également à Mayence. À Mayence, il devient également conseiller privé et enfin président du gouvernement. Entre-temps, il est administrateur du poste de gouverneur d'Erfurt et en 1797, il devient recteur de l'université de Wurtzbourg. En 1798, il est envoyé de l'évêché de Wurtzbourg au second congrès de Rastatt. Il tente en vain de sauver la principauté épiscopale. Il est pourtant finalement l'un des membres de la députation du Saint-Empire romain germanique qui vote le 9 décembre 1798 pour accepter un ultimatum français et donc pour la sécularisation.
Après la sécularisation de la principauté épiscopale de Wurtzbourg, il perd son poste de recteur de l'université de Wurtzbourg. Au lieu de cela, après l'incorporation du pays dans la Bavière, il est accepté dans la fonction publique bavaroise. Il est responsable des affaires spirituelles, donc de la dissolution des abbayes, des fondations et des autorités spirituelles de l'ancien évêché.
Plus tard, il entre au service de l'Autriche. Pendant un certain temps, il est l'envoyé de la Bohême de la Diète de Ratisbonne. Après le traité de Presbourg, son frère, devenu entre-temps ministre des Affaires étrangères, le charge d'une expertise sur la question de savoir si François II doit continuer à s'accrocher à la couronne du Saint Empire romain germanique puis une autre, comment la couronne pourrait être réclamée par d'autres après la démission de François II et s'il y a un risque que la maison de Habsbourg perde ses privilèges antérieurs et éventuellement soit utilisée comme un fardeau pour l'Empire.
Peu de temps après, il est l'envoyé autrichien en Bavière. Il connait bien Maximilien Ier et les ministres Maximilian von Montgelas et Franz Karl Joseph Anton von Hompesch zu Bollheim. Il connaissait Montgelas par sa proximité avec les Illuminés de Bavière, dont il était membre sous le nom de Romulus. Il doit essayer de mettre la Bavière du côté de l'Autriche. Parallèlement, il met en place un réseau d'information et d'espionnage dans le sud de l'Allemagne dirigé contre les Français. Finalement, il réalise que dans une guerre à venir, la Bavière ne changerait pas de camp et ne quitterait pas la confédération du Rhin. Cela fait de la Bavière un ennemi potentiel de l'Autriche.
Il exhorte son frère que pendant que les troupes de Napoléon Bonaparte sont présentes en Espagne, l'Autriche doit attaquer la France et ses alliés. Il écrit des rapports d'observation étroite à son frère, qui critiquent vivement les mesures prises par le gouvernement Montgelas. Le faux rapport de Friedrich Lothar selon lequel les armées de la confédération du Rhin étaient secrètement sympathiques à l'Autriche contribue à la résolution de l'Autriche de ne pas intervenir.
Au cours de la guerre de la cinquième coalition en 1809, il est commissaire plénipotentiaire de la cour de l'armée pour l'Allemagne et directeur général de l'armée principale autrichienne sous l'archiduc Charles. Après la défaite, il se retire de la vue du public dans ses possessions de Bohême.